# Life or Death
Life or Death è l'album d'esordio del rapper statunitense C-Murder, pubblicato nel 1998 da No Limit e Priority Records.
L'album ha ricevuto un buon successo in patria, vendendo oltre 1 milione di copie, ed essendo quindi certificato disco di platino dalla RIAA nel dicembre 1999, debuttando con 197,000 copie vendute ed affermandosi come un classico del southern rap.

## Accoglienza
L'album è stato definito dalla rivista musicale Complex come 'uno dei migliori album mai rilasciati dalla No Limit Records', storica casa discografica pioniere del genere Southern rap, definendo l'album come un disco 'puramente di strada' che ha silenziato la critica. Altri critici hanno definito l'album come "vuoto di originalità e pieno di elementi tipici del genere gangsta, ma pieno di realtà e carisma".
| Recensione | Giudizio |
| ---------- | -------- |
| AllMusic   | [ 3 ]    |

## Tracce
1. Intro – 0:50 (musica: Odell)
2. A 2nd Chance (feat. Master P, Silkk the Shocker & Mo B. Dick) – 3:34 (musica: Beats By the Pound)
3. Akickdoe! (feat. Master P & UGK) – 4:36 (musica: Pimp C)
4. Constantly N Danger (feat. Mia X) – 3:13 (musica: Craig B)
5. Don't Play No Games (feat. Mystikal & Silkk the Shocker) – 3:19 (musica: Craig B)
6. Show Me Luv (feat. Mac & Mr. Serv-On) – 3:34 (musica: Mo B. Dick)
7. Picture Me (feat. Magic) – 3:55 (musica: Carlos)
8. On the Run (feat. Soulja Slim & Full Blooded) – 3:21 (musica: KLC)
9. Get N Paid (feat. Silkk the Shocker) – 2:00 (musica: Craig B)
10. Only the Strong Survive (feat. Master P) – 2:22 (musica: Odell & KLC)
11. The Truest Sh... – 2:39 (musica: Craig B)
12. Making Moves (feat. Master P & Mo B. Dick) – 2:45 (musica: Mo B. Dick)
13. Feel My Pain – 3:55 (musica: KLC)
14. Soldiers (feat. Master P, Silkk the Shocker, Fiend, Mac, Mia X, Big Ed, Kane & Abel & Mystikal) – 5:38 (musica: KLC)
15. Cluckers (feat. Fiend) – 2:42 (musica: Craig B)
16. Life or Death (feat. Ms. Peaches) – 2:55 (musica: Mo B. Dick)
17. Where I'm From (feat. Prime Suspects) – 3:26 (musica: KLC)
18. G's & Macks (feat. Silkk the Shocker & Soulja Slim) – 4:04 (musica: Mo B. Dick)
19. Commercial (feat. Odell & QB) – 1:05 (musica: Odell)
20. Riders – 2:27 (musica: KLC)
21. Watch Yo Enemies (feat. Magic) – 3:26 (musica: Carlos)
22. Duck & Run (feat. Fiend) – 2:51 (musica: Craig B)
23. Ghetto Ties (feat. Soulja Slim & Full Blooded) – 4:21 (musica: Carlos)
24. Survival of the Fittest (feat. Gotti) – 4:00 (musica: KLC)
25. Dreams (feat. Big Ed) – 1:39 (musica: KLC)
26. Outro – 0:26 (musica: Odell)

## Classifiche

### Classifiche settimanali
| Classifica (1998)         | Posizione massima |
| ------------------------- | ----------------- |
| Stati Uniti               | 3                 |
| US Heatseekers Albums     | 21                |
| US Top R&B/Hip-Hop Albums | 1                 |

| Classifica (1998)         | Posizione massima |
| ------------------------- | ----------------- |
| Stati Uniti               | 97                |
| US Top R&B/Hip-Hop Albums | 25                |